# 琴尼诺·琴尼尼
琴尼诺·琴尼尼（英語：Cennino Cennini, 1370年—1440年），文艺复兴时期欧洲画家。他曾在塔德奥·迦迪的儿子阿尼奥罗的门下学艺，写作了文艺复兴时期首部关于绘画技术的论著。他的绘画作品现已失传。

## 扩展阅读
- Encyclopaedia Britannica （页面存档备份，存于）
- The text of Il libro dell'arte （页面存档备份，存于）
- Cennini on art and imagination